# Nowy Targ
Nowy Targ é um município da Polônia, na voivodia da Pequena Polônia e no condado de Nowy Targ. Estende-se por uma área de 51,07 km², com 33 357 habitantes, segundo os censos de 2019, com uma densidade de 653 hab/km².